# Peñuelas (Puerto Rico)
Peñuelas es un municipio autónomo del Estado Libre Asociado de Puerto Rico localizado en la costa sureña. También se lo conoce como "El Valle de los Flamboyanes" o "La capital del güiro". Limita con Ponce al este, Guayanilla al oeste y Adjuntas al norte. Su gentilicio es Peñolanos . Su actual alcalde es Josean González Febres. Peñuelas está repartida en 12 barrios y el pueblo de Peñuelas, el centro administrativo y principal pueblo del municipio.
No se sabe con exactitud el origen del nombre de este municipio, pero quizá se deriva de la palabra añascos (piedras pequeñas), o bien, el nombre pudo también haberse derivado del apellido Piña.

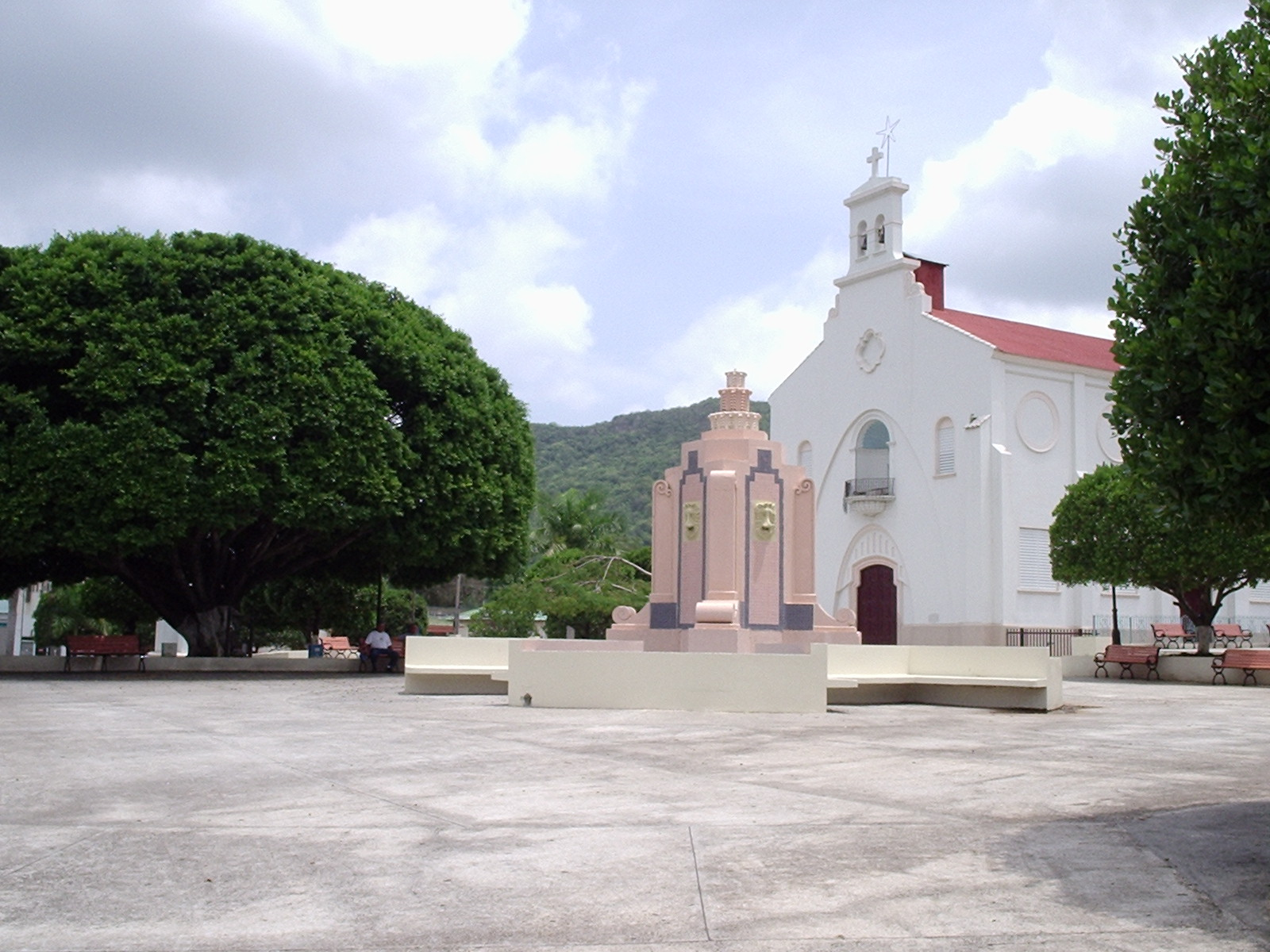
Plaza de Peñuelas, y su Iglesia Católica.

## Historia
En el 1778, un grupo de trabajadores se había asentado a la bahía de Tallaboa. Más tarde se fueron adentrando progresivamente al valle, dirigiéndose hacia las tierras más fértiles las cuales luego serían parte del municipio de Peñuelas. Para el año 1788, ya había aproximadamente 80 familias habitando el valle, las cuales se dedicaron principalmente a la agricultura y ganadería.
El municipio de Peñuelas se fundó el 25 de agosto de 1793 por Diego de Alvarado. Para el año 1874, el municipio se había desarrollado y contaba ya con 9206 habitantes, según un censo de ese mismo año. El pueblo ya disponía de cuatro carreteras principales, varias calles, una iglesia de mampostería y la casa del Ayuntamiento, la cual servía también como cárcel, cuartel e incluso cementerio y carnicería.
Al igual que otros Municipios de Puerto Rico de la isla, Peñuelas fue invadido por el ejército estadounidense durante la guerra hispanoamericana; el 5 de agosto de 1898.
El 1 de marzo de 1902 la Asamblea Legislativa de Puerto Rico aprobó una ley para consolidar ciertos términos municipales por lo cual los barrios de Peñuelas fueron unidos al pueblo de Ponce. En 1905, la misma asamblea revocó dicha ley y constituyó nuevamente el municipio.

## Bandera y escudo
La bandera de Peñuelas fue diseñada por un proyecto del Instituto de Cultura Puertorriqueña. Posee una Cruz púrpura sobre un fondo amarillo. El fondo amarillo es un sol simbólico que simboliza la vida terrenal. La cruz púrpura se extiende hasta los límites de los cuatro lados de la bandera, y simboliza el cristianismo. La bandera tiene que ver bastante con el escudo.
El escudo de Peñuelas fue creado en 1830, que al igual que la bandera, fue creado por el Instituto de Cultura Puertorriqueña. Financiado por Gobierno Federal de los Estados Unidos y su diseño estuvo a cargo del Sr. Rodríguez. Sobre el escudo se encuentra un muro de piedra, simbolizando la perpetuidad. La Cruz púrpura en el centro simboliza el Santo Cristo de la Salud, que se conoce como el Santo que retiró las aguas de Peñuelas, cuando el mar inundó a este Pueblo. El brazo que sostiene la cruz sobre unas aguas, es el brazo de un sacerdote, que más bien representa al Pueblo Peñolano durante la inundación. El mar agitado esta en color blanco y azul; y representa la fe Cristiana del Pueblo Peñolano. Abajo del escudo, hay una inscripción en una especie de pergamino, que dice: "EN DIOS CONFIAMOS".

## Geografía

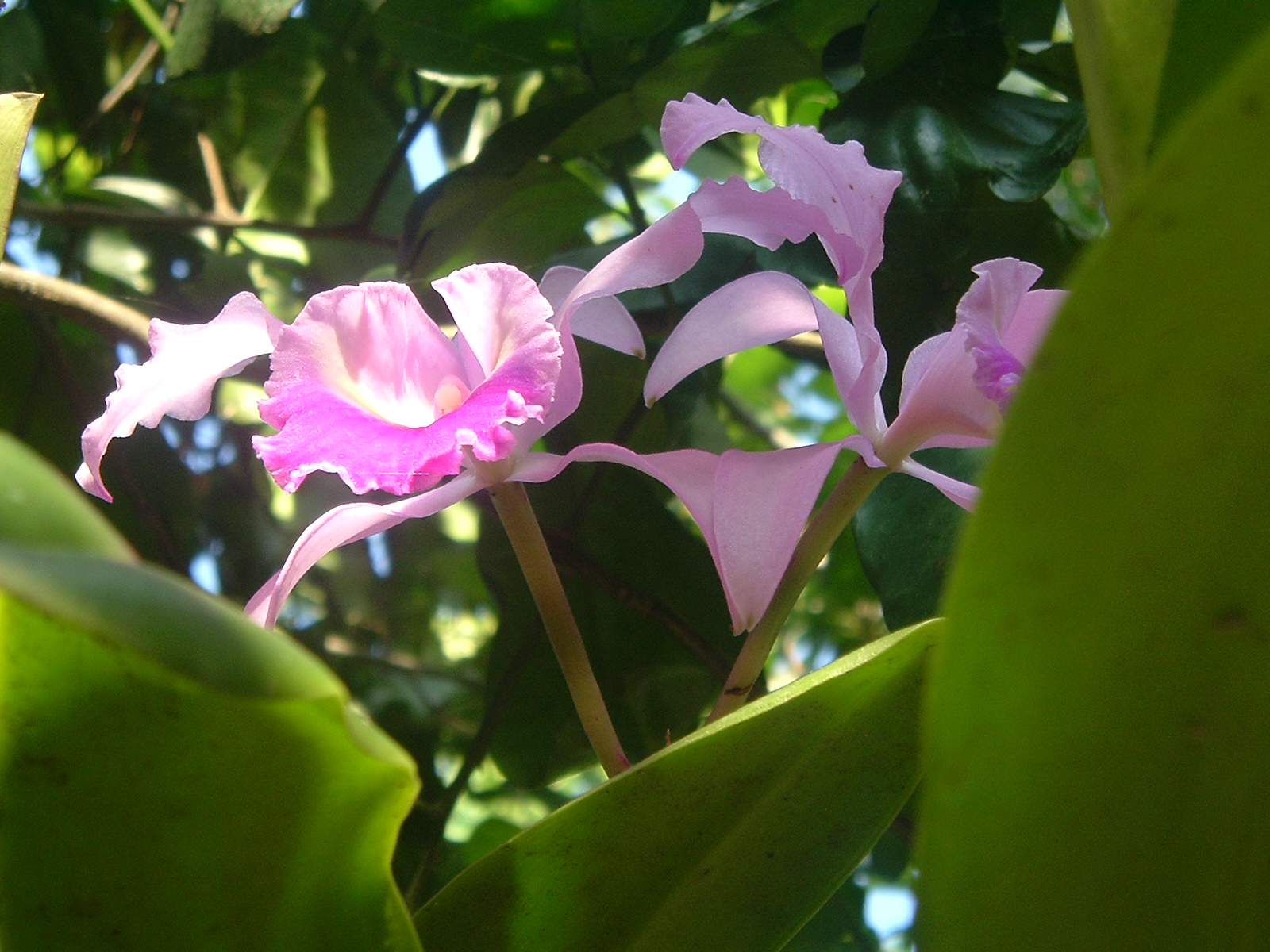
Orquídea en Peñuelas, donde hay un clima tropical y apto para éstas flores.

### Características
- Extensión territorial: 115,3 km².
- Barrios: Peñuelas Pueblo, Barreal, Coto Quebrada, Cuebas, Tallaboa Encarnación, Jaguas, Macaná, Quebrada Ceiba, Rucio, Santo Domingo, Tallaboa Alta, Tallaboa Saliente y Tallaboa Poniente.
- Terreno: en su mayor parte montañoso.
- Recursos naturales: algún cobre, níquel, y petróleo en el mar.
- Mapas de referencia: América Central y el Caribe.
- Costas: 501 km de costa.
- Clima: tropical marino, con variaciones pequeñas en la temperatura; semidesértico.

### Barrios

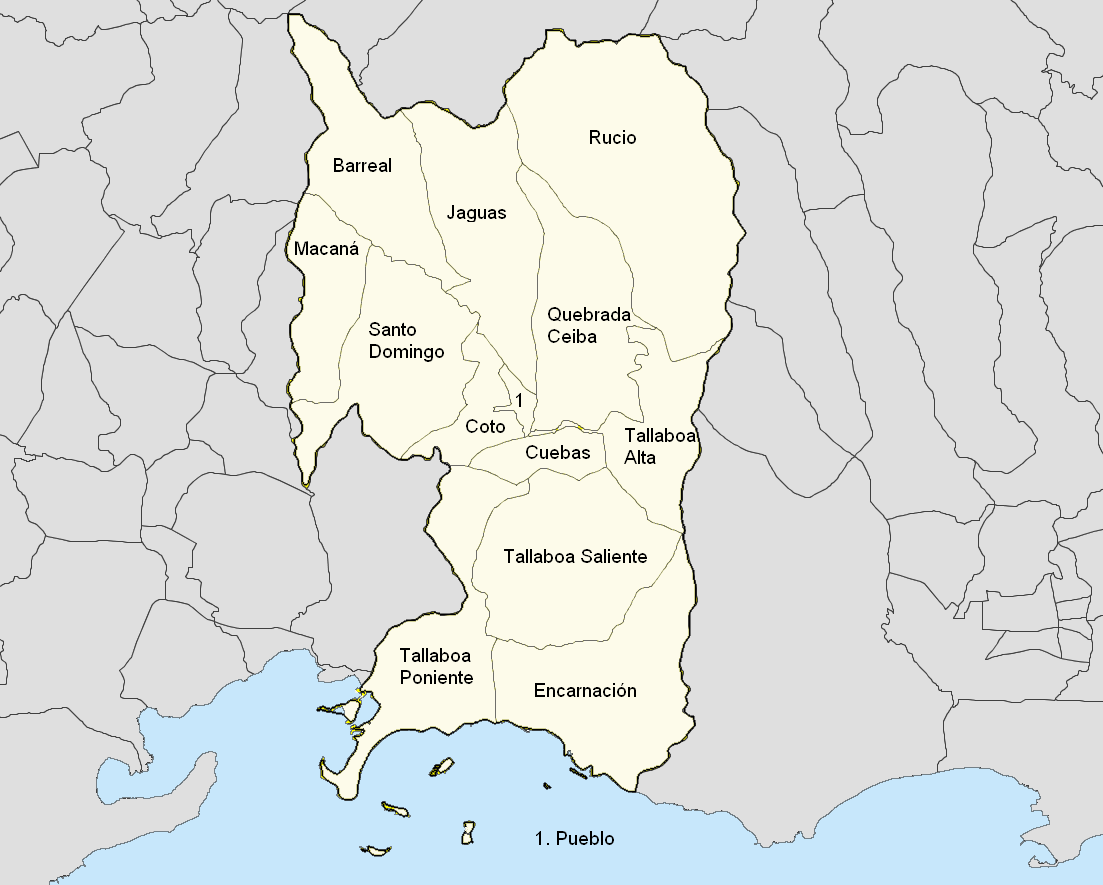
Barrios de Peñuelas

Peñuelas se divide en 13 barrios.
1. Barreal
2. Coto
3. Cuebas
4. Encarnación
5. Jaguas
6. Macaná
7. Peñuelas barrio-pueblo
8. Quebrada Ceiba
9. Rucio
10. Santo Domingo
11. Tallaboa Alta
12. Tallaboa Poniente
13. Tallaboa Saliente

## Demografía y educación
Contó con una población de 20 399 habitantes en el censo de los Estados Unidos de 2020. La mayoría son blancos. La mayor parte de la población es católica.
Peñuelas posee siete escuelas en total. Cuatro escuelas elementales, cuatro escuelas intermedias y una moderna escuela superior llamada Josefa Vélez Bauzá la cual ha obtenido una gran cantidad de premios nacionales e internacionales.

## Economía
La economía de Peñuelas es muy fragmentada. No tiene mucho turismo y muchas de las tiendas se mudan a otros municipios o cierran. Hay algunas tiendas que han logrado estar mucho tiempo en Peñuelas, como por ejemplo: La Ferretería Pérez y Automotor, Henry Store,el restaurante Con Sabor Criollo , Mueblería Novoa, Ferretería Novoa, Mueblería Quiñones, Agencia de viajes Figueroa Travel, Me Salvé, una oficina de contabilidad y contribuciones (ATM Accounting Services), y un primer y nuevo pequeño centro comercial, incluyendo un Walgreens entre otras tiendas y restaurantes como Church's Chicken y Burger King . La economía de Peñuelas es regularmente estable. Quizás, la mayor fuente de riqueza sea su fábrica de velas
En el pasado, una estación de procesamiento de petróleo, la cual hoy día está mayormente abandonada, era la economía principal de este pueblo.

## Alcaldes
- Pedro Ruberté - (Partido Popular Democrático) 1949-1956
- Ángel Miguel Candelario Arce - (Partido Popular Democrático)1957-1968
- Helen Rivera - (Partido Nuevo Progresista) 1969-1972
- Iván Nigaglioni - (Partido Popular Democrático) 1973-1988
- Alberto (Beco) Feliciano - (Partido Popular Democrático) 1989-1992
- Ramón (Bonye) Rivera - (Partido Nuevo Progresista) 1993, fenecido a los 97 días de gestión
- José Cedeño Maldonado - (Partido Nuevo Progresista) 1993-1996
- Walter Torres Maldonado - (Partido Popular Democrático) 1997-2018
- Gregory Gonsález Souchet - (Partido Popular Democrático) 2019-2024
- Josean González Febres - (Partido Nuevo Progresista) 2025 al presente

En honor a varios de estos destacados alcaldes, se han bautizado diversas instalaciones, como es el puente en la entrada del pueblo, que lleva el nombre de Pedro Ruberté, el Centro Cultural lleva el nombre de "Helen Rivera" y la carretera que une la parte sur y norte del municipio llevará el nombre de "Ángel Miguel Candelario Arce".
Además del museo del Pueblo de Peñuelas (antiguo castillo Maldonado) que lleva por nombre Ramón Rivera "BONYE", alcalde electo en el año 1993 y fallecido a principios de 1994.

## Cultura

### Trovadores peñolanos
Peñuelas ha contado con grandes exponentes de la trova nacional, entre los cuales podemos mencionar a Ángel Pacheco Alvarado, Ramón L. Camacho conocido como "El Coquí Peñolano", Antonio "Toño Gual" González Cortes de Tallaboa Saliente y entre los jóvenes exponentes se encuentra Liz Mariel Candelario, Dessiree Bonilla, Ana María Pérez (quien tiene su propio grupo llamado Ana María y Herencia Jíbara), las hermanas Emmanuelli Rivera (Ana, María de Lourdes y Lourdes Marie), Marialejandra Ruiz, Rocío, Geralice y Lorraine Irizarry, Arnaldo José y Raymond D. Serrano, cantante del grupo Compañía Jíbara. Todos ellos están catalogados entre los mejores integrantes jóvenes de la trova puertorriqueña y han paseado su talento por diversas plazas puertorriqueñas.
Además Elvin "Pichy" Pérez(premio nacional del cuatro del instituto de cultura puertorriqueño 1986 y Conrado Albino, Cacho Montalvo están conceptuados entre los mejores cuatristas y tocadores del tiple nacional. Esteban Pérez es un joven talento en la guitarra y en el cuatro que con tan solo 22 años está escalando galardones en la música puertorriqueña. César Román Cedeño y Alexis Rodríguez son dos jovencitos que se están destacando como cuatristas a pesar de que tienen 14 y 16 años respectivamente.
también se puede mencionar a la Banda Escolar de Peñuelas que fue fundada en el año 1912.

### Deportes
En Peñuelas la participación deportiva es bastante activa tanto en niveles infantiles ya sea en béisbol o en baloncesto. El voleibol se practica muy poco. El atletismo puede ser considerado el deporte rey del pueblo, ya que ha sido una cantera exitosa de atletas que han participado a nivel nacional. Todos los años son becados por las más prestigiosas universidades de Puerto Rico. Una gran cantidad de jóvenes atletas han representado exitosamente en las Justas de la Liga Atlética Interuniversitaria (LAI). José Fornés y César Rodríguez han sido los más recientes jóvenes que han ganado premios en dichas justas. En el pasado, Francisco Meléndez, Glidden Felicano y los maestros Heriberto Feliciano y Juan José Rivera brillaron con luz propia en el atletismo, tanto nacional como internacional. Abraham Fornes fue el primer puertorriqueño en correr el evento del maratón de las olimpiadas Japón 1964. Entre estos se encuentra el Ing. Francisco A. Rodríguez González, miembro del último equipo de atletismo del colegio de Mayagüez, CAAM, en ganar las Justas de la LAI, en el 1985. Francisco A. Rodríguez se destacó nacionalmente como saltador de triple salto en la Escuela Superior, logrando una de las mejores marcas nacionales. En categoría infantil y juvenil, se destacó Pedro J. Rivera Soto, la cual hoy día posee marcas centroamericanas en carreras de 1000 m (1988) y 1200m (1990), además de un sinnúmero de marcas locales y nacionales en maratones y competiciones de pista y campo. Ricardo Feliciano Piñeiro y Christian Martínez Arroyo participaron en Campeonatos Mundiales de Atletismo.
El softball ha sido el único deporte en donde se ha obtenido un campeonato nacional. Sin embargo, las más brillantes ejecutorías se obtuvieron en el equipo de los Leones del Ponce, cuando ganaron trece campeonatos consecutivos, en el que se destacaron Rolando Serrano Feliciano, Tomás García, Adán Cruz y Filiberto Ortiz, quienes eran jugadores regulares de ese equipo. Además, no podemos descartar a Betty Segarra e Ivelisse Echevarría, quienes jugaron en el equipo nacional de softball femenino por muchos años, siendo la una-dos de las lanzadoras de nuestro equipo. Ivelisse Echevarría es una de las mejores deportistas femeninas nacidas en Puerto Rico. Por su destacada trayectoria nacional e internacional, pertenece al Salón de la Fama del Deporte de Puerto Rico y al Salón de la Fama del Softball Internacional. Además, fue escogida como la abanderada de Puerto Rico en las Olimpiadas de 1996 en Atlanta, EE. UU.
El béisbol Doble A es el deporte que más público sigue. Con diversos nombres (Muebleros, Cerveceros y Petroleros) han dado mucho lustre al orgullo del pueblo. Heriberto Feliciano, Juan José Rivera, Enrique Feliciano, Luis Torres, Ramón "Quique" Feliciano, Tite Arroyo (único peñolano que ha jugado Grandes Ligas) y el mejor lanzador del baseball doble A, Mariano Quiñones, son algunos de los nombres que podemos mencionar como los más destacados jugadores a nivel nacional. El equipo ha ganado dos subcampeonatos nacionales (1972, 2011) y varios campeonatos seccionales.
El estadio de béisbol lleva el nombre del zurdo Tallaboa Luis "Tite" Arroyo. David R. Cáliz, conocido como "Gore", fue el primer dirigente en traer el primer campeonato nacional de béisbol clase A a este pueblo.
En boxeo Guillermo Kit Loyola peleó por campeonato mundial. Es miembro del salón de la fama del deporte ponceño.

### Literatura peñolana
Existen varios poemas que aluden al pueblo de Peñuelas. Entre ellos cabe destacar el libro; La Literatura en Peñuelas "Yagrumal" o "El Almanaque Histórico Cultural Peñolano", el cual se clasifica en diversos tomos y contienen poesía sobre los diferentes barrios y sectores del pueblo de Peñuelas. Algunos de los poetas que dedicaron parte de su tiempo para crear obras con relación a este pueblo sureño lo son Manuel Díaz Rodríguez, Karina Arroyo, Carlos J. Velázquez Cruz (creador de la reconocida revista cultural Yagrumal), Elan Rafael Novoa, Miguel Feliciano Román, Silvio Echevarría Rodríguez, Rigoberto Ramírez Cruz, Marcos Ortiz Gelpí, Pedro J. Ramos, Ramón Rivera(Bonye),entre otros. En la narrativa actual se destaca el escritor y gestor cultural Gerry Onel Martínez, quien además dirige la revista Esencia: Revista Cultural Peñolana, que destaca: datos, personalidades y poesía dedicada a Peñuelas. La misma fue fundada por el fallecido poeta Carlos Juan Velázquez Cruz y al momento Gerry Onel Martínez dirige el proyecto literario.